# Kriegserklärung Italiens an Österreich-Ungarn
Die Kriegserklärung Italiens an Österreich-Ungarn wurde im Ersten Weltkrieg am 23. Mai 1915 dem K.u.K-Botschafter Karl von Macchio in Rom und parallel in Wien vom italienischen Botschafter Giuseppe von Avarna an Außenminister Stephan Burián übergeben.

## Hintergrund
Für Italien lag durch die Julikrise nach der Ermordung des österreichischen Thronfolgers Franz Ferdinand in Sarajewo kein Bündnisfall (casus foederis) aus dem Dreibund vor, da Österreich-Ungarn die Krise mit seinem Ultimatum heraufbeschworen hatte, sowie Italien nicht als gleichberechtigten Partner behandelt und von dem geplanten Ultimatum an das Königreich Serbien in Kenntnis gesetzt hatte. Am 3. August 1914 erklärte sich Italien am Beginn des Ersten Weltkriegs für neutral. In den folgenden Monaten verhandelten Regierungschef Antonio Salandra und sein neuer Außenminister Sidney Sonnino mit beiden Kriegsparteien bis sich Italien im Londoner Geheimvertrag vom 26. April 1915 zum Kriegseintritt auf Seiten der Triple Entente innerhalb eines Monats verpflichtete. Italien wurden im Vertrag große Gebietsansprüche (Südtirol, Trentin, Dalmatien und türkische Gebiete) zugesagt. Die italienischen Forderungen waren nur zum Teil irredentistisch auf nationale Befreiung (Fortsetzung des Risorgimento), sondern expansionistisch und sogar imperialistisch motiviert und gingen zum Verhandlungszeitpunkt, davon aus, dass das Habsburger Reich über den Krieg hinaus fortbestehen würde und die weitreichenden Vertragszusagen bei der Gestaltung der Nachkriegsordnung Verhandlungsspielraum bieten würde.

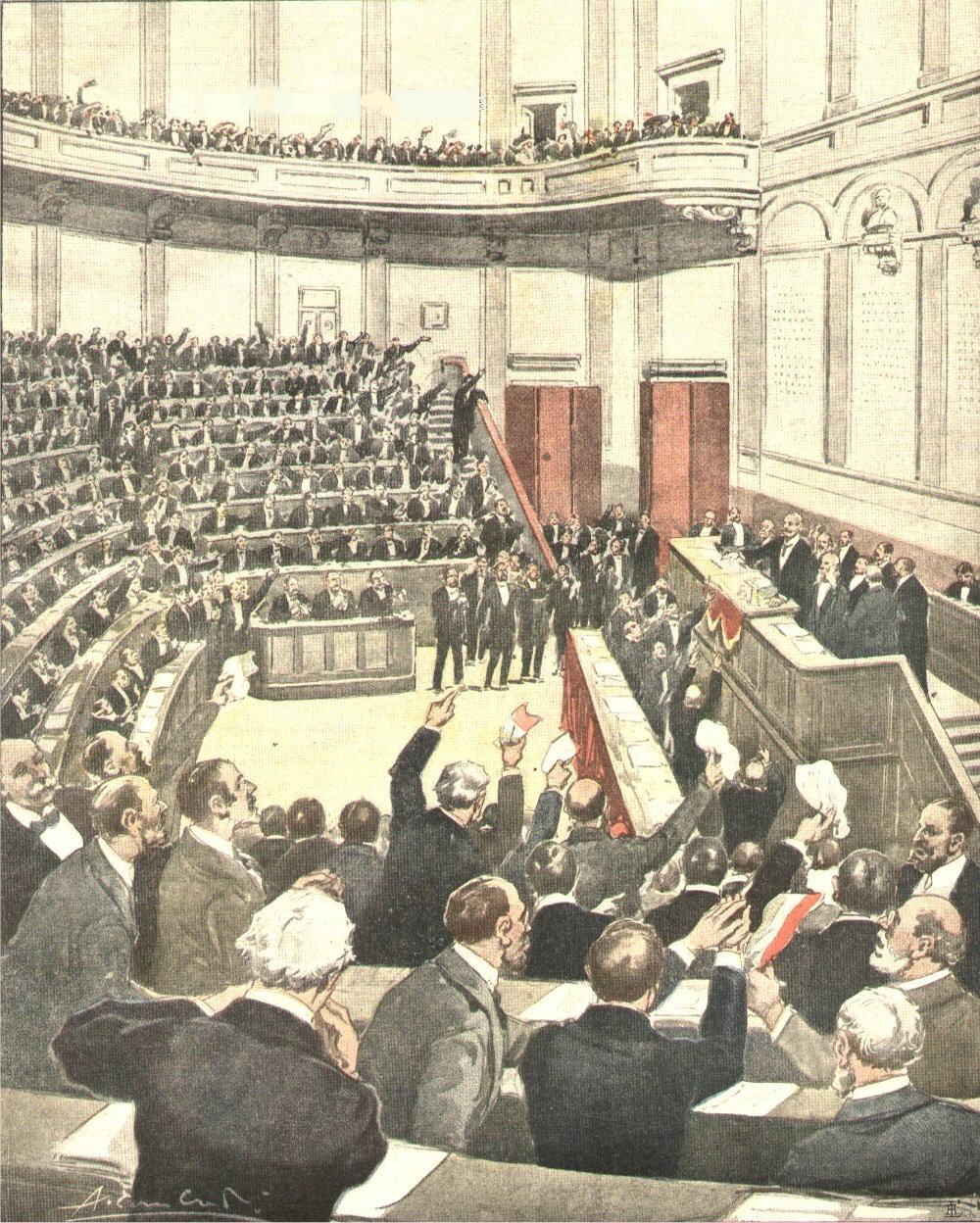
Abstimmung zu Kriegsvollmachten, 20. Mai 1915

In der Folge kündigte Italien am 3. Mai 1915 die Mitgliedschaft im Dreibund auf.
Der vorgesehene Kriegseintritt führte zu einer Regierungskrise, der die Minderheitsregierung von Salandra am 13. Mai mit einem taktischen Rücktrittsgesuch begegnete. König Viktor Emanuel III. stellte sich hinter den Vertrag und den Kriegseintritt und drohte mit seiner Abdankung, falls der Londoner Vertrag gekündigt werden sollte.
Nach dem Kriegseintritt nutzten der König und seine Regierung das Ausnahmerecht, um die Kontrollrechte des Parlaments zu umgehen. Der Status und das Ansehen des Parlaments wurde mit weitreichenden Konsequenzen für die italienische Demokratie stark beschädigt. Militärisch kam es zum Gebirgskrieg 1915–1918 mit den Isonzoschlachten und Piaveschlachten sowie dem Hochgebirgskrieg in den Dolomiten. Insgesamt fielen eine halbe Million italienische Soldaten. Der Krieg verschärfte die Krise des liberalen Italien und trug mittelbar auch zu Mussolinis Marsch auf Rom bei.